# 亜熱帯低気圧

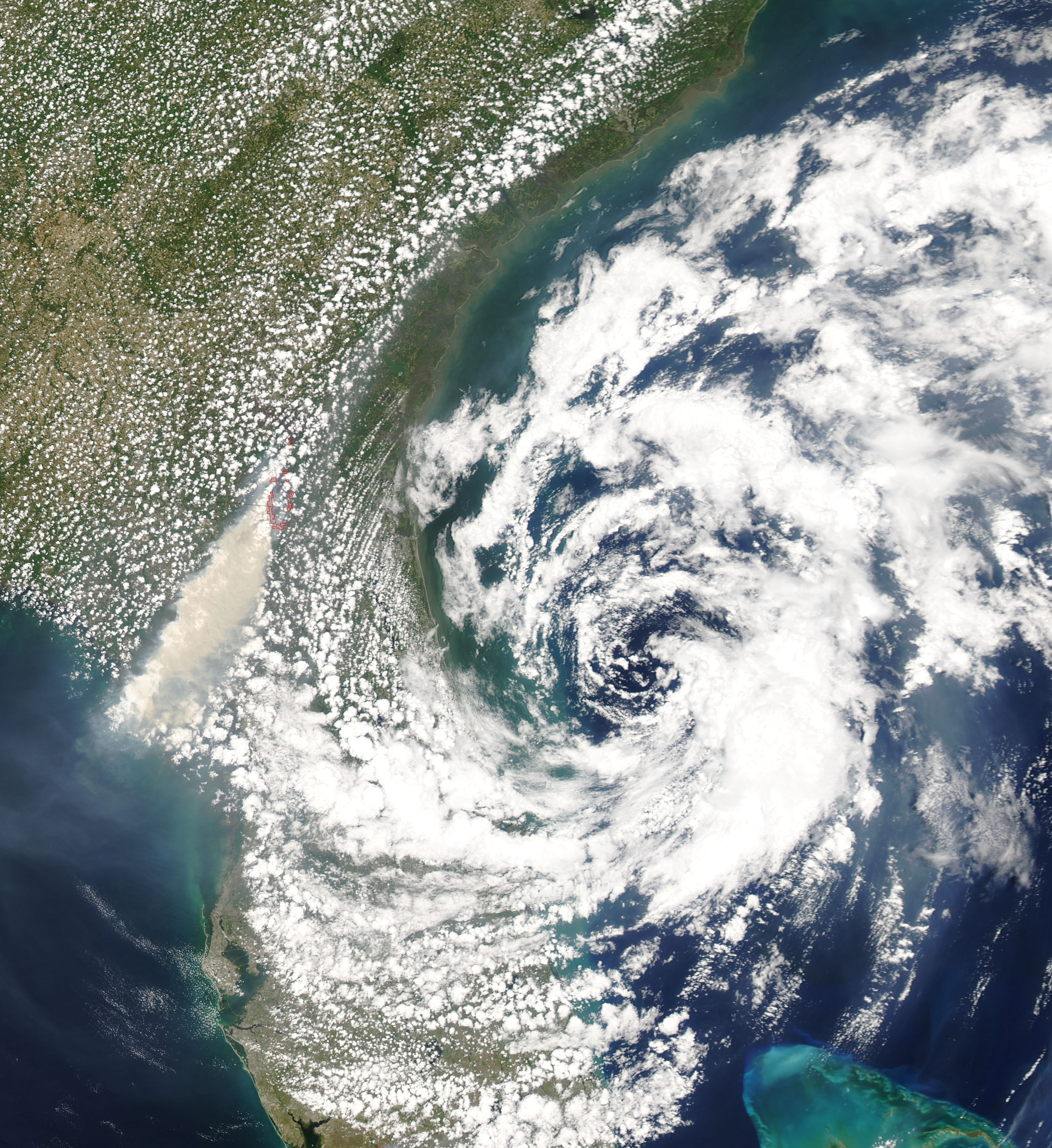
2007年に発生したサブトロピカル・ストーム・アンドレア

アンドレアの水蒸気画像（動画）

亜熱帯低気圧（あねったいていきあつ、英: subtropical cyclone）とは、熱帯低気圧と温帯低気圧の中間的な性質をもった低気圧のこと。
対流圏下層では熱帯低気圧と同じ性質がみられるが、上層では寒気を伴っていて温帯低気圧の特徴を有している。基本的には熱帯低気圧のように暴風を伴い、湿った空気と大雨をもたらす。しかし熱帯低気圧と違って、北半球で発生した場合、雲の塊は回転する中心の北側または東側に偏って存在（南半球では西または南側）し、暴風の最も強い部分も中心から約500kmほど離れた辺縁部にあるほか、構造上気象やトラフとつながっていてそれらと関連性が強いなお前線の発生の有無については詳細は確認されてない
現在、亜熱帯低気圧を低気圧の大分類として採用しているのはNOAA・NHCなど限られた機関のみである。NHCが管轄する大西洋海域やフランス気象庁管轄の南西インド洋では、熱帯低気圧と同様に亜熱帯低気圧にも命名を行っている。一方、日本の気象庁では、一般に馴染んでいないことなどから予報用語として採用しておらず、公式には使用していない。

## 亜熱帯低気圧の性質
亜熱帯低気圧が発生する海洋の表面海水温は、約23°C以上とされている。26℃とされている熱帯低気圧よりも約3度低く、この中間にある海域の天候は亜熱帯低気圧の影響力が大きいと考えられる。ほとんどの亜熱帯低気圧は緯度50度より低い緯度で発生する。亜熱帯低気圧は、地域によりその性質が異なる。熱帯低気圧の発生数とは相反して、北西太平洋よりも北大西洋の方が亜熱帯低気圧の発生頻度は高い。
北大西洋や南西インド洋の亜熱帯低気圧は、対流圏下層〜中層にあるウォーム・コア（暖気核）で強い対流が起こっている。南西インド洋のモザンビーク南方沖では、通年でよく観測される。
一方、北東太平洋の亜熱帯低気圧は、対流圏上層に存在する寒冷渦（偏西風=ジェット気流からの切離低気圧）がもととなって発生するため、中層では強い循環があるが下層では風が弱い。後者は冬季に多く発生し、北太平洋や北インド洋、南東インド洋に多くみられる。北インド洋では、亜熱帯低気圧の発生が雨季につながる。
その他台風や熱帯低気圧が温帯低気圧に変化する過程で亜熱帯低気圧に変化したりするなお熱帯→温帯のような場合いの性質変化の順番は熱帯低気圧からの　亜熱帯低気圧をへて温帯低気圧に変化すると考えられる簡単に文字に表すと熱帯→亜熱帯→温帯であるただし直接熱帯低気圧から温帯低気圧に直接変わる場合が多い